# Comunitat de comunes del País del rei Morvan

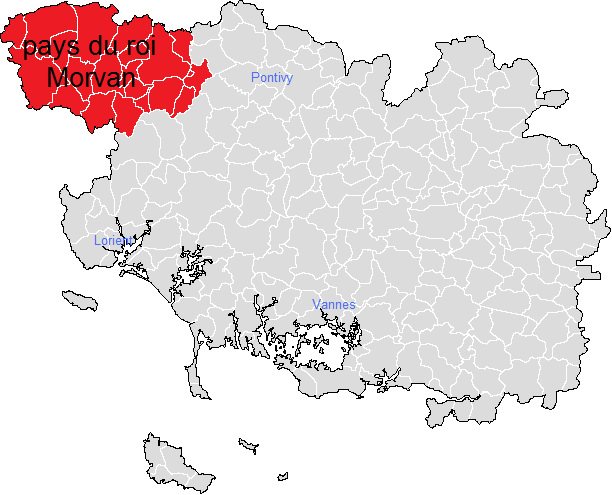
Comunitat de Municipis del país del rei Morvan

La Comunitat de municipis del país del rei Morvan (en bretó Kumuniezh kumunioù Bro ar Roue Morvan) és una estructura intercomunal francesa, situada al departament d'Ar Mor-Bihan a la regió Bretanya, al Centre Oest Bretanya. Té una extensió de 763,3 kilòmetres quadrats i una població de 25.811 habitants (2009).

## Composició
Agrupa les 21 comunes dels cantons de Gourin, Guémené-sur-Scorff i Le Faouët
1. Gourin
2. Berné
3. Le Croisty
4. Le Faouët (Ar Mor-Bihan)
5. Guémené-sur-Scorff
6. Guiscriff
7. Kernascléden
8. Langoëlan
9. Langonnet
10. Lanvénégen
11. Lignol
12. Locmalo
13. Meslan
14. Persquen
15. Ploërdut
16. Plouray
17. Priziac
18. Roudouallec
19. Le Saint
20. Saint-Caradec-Trégomel
21. Saint-Tugdual